# Querfurt (dinastia)
I signori di Querfurt furono una dinastia di Edelfrei, estintasi nel 1496, che prese il nome dal castello di Querfurt (Circondario della Saale).

## Storia
Il primo rappresentante documentato della stirpe fu Bruno di Querfurt (974 circa-1009). I nobili signori di Querfurt furono per secoli anche burgravi di Magdeburgo, ad esempio Burchardus Burcgravius de Querenvorde nel 1234. Da questa dinastia provengono i conti di Mansfeld, i nobili di Schraplau ed i nobili di Vitzenburg. La linea principale della stirpe dei Querfurt si interruppe con la morte di Bruno XI nel 1496. Dopo la loro estinzione, il loro territorio costituì l'Amt di Querfurt di Magdeburgo.

## Stemma

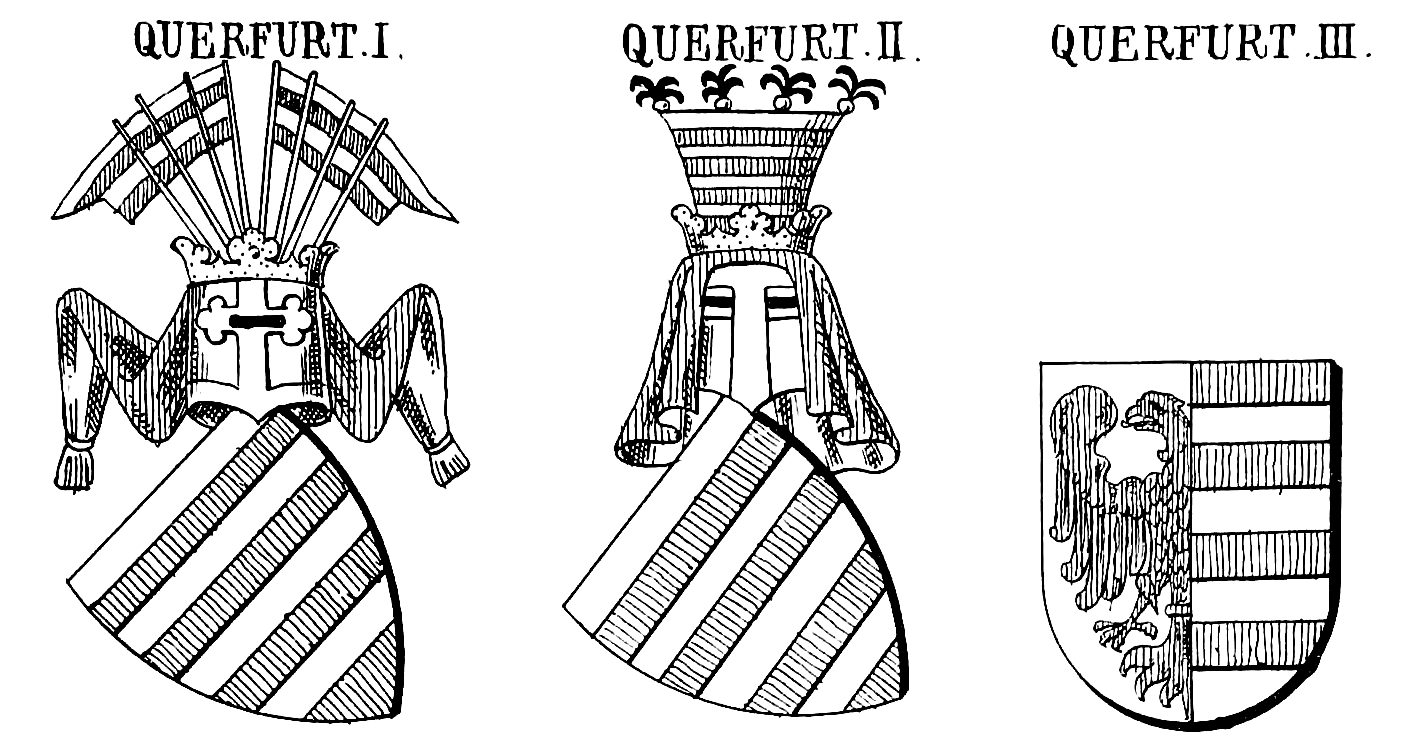
Stemma dei Querfurt

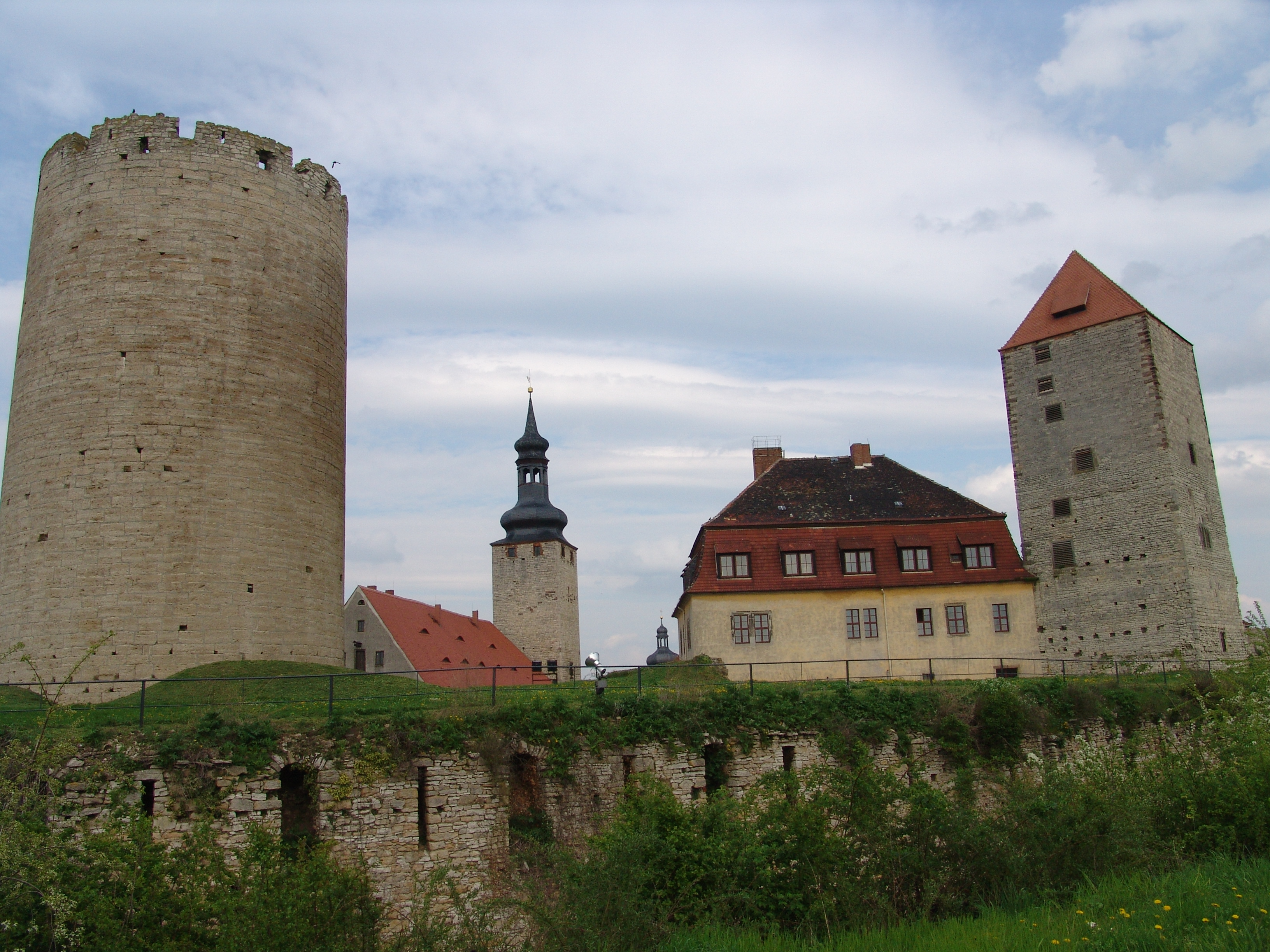
Castello di Querfurt

- Lo stemma è diviso sette volte da bande d'argento e rosse. Sull'elmo coronato con svolazzi rosso-argento su barre d'oro otto bandierine eguali allo scudo, quattro ciascuno svolazzanti a destra e a sinistra[1].
- Successivamente fu portata un'altra decorazione per l'elmo: sull'elmo incoronato una Schirmbrett a forma di ciotola, come lo scudo, con ciuffi di piume di gallo nere in cima.
- Lo stemma dei burgravi di Querfurt di Magdeburgo, utilizzato nel XIII e XIV secolo, è diviso e mostra mezza aquila rossa a destra in argento alla linea di divisione, e a sinistra divisa sette volte da argento e rosso. Elmo con le otto bandiere.
- Stemma dei conti di Querfurt-Mansfeld: quarti, campi 1 e 4 divisi trasversalmente sette volte da argento e rosso (Querfurt), campi 2 e 3 su argento 6 losanghe rossi (Mansfeld).

## Membri della stirpe
- Bruno di Querfurt (974 circa-1009), arcivescovo e missionario tedesco e secondo apostolo e martire cristiano tra i prussiani pagani;
- Corrado di Querfurt, († 1142), arcivescovo di Magdeburgo (1134-11142);
- Corrado di Querfurt († 1202), vescovo di Hildesheim (1194–1199) e vescovo di Würzburg (1198–1202);
- Sigfrido II di Querfurt, vescovo di Hildesheim (1279-1310);
- Gebeardo XIV di Querfurt, signore del castello di Querfurt (1356–83).